# Dmitri Fofonow
Dmitri Fofonow (kasachisch-kyrillisch Дмитрий Фофонов; * 15. August 1976 in Alma-Ata) ist ein ehemaliger kasachischer Radrennfahrer und späterer Sportlicher Leiter.

## Karriere
Dmitri Fofonow begann seine Karriere 1999 bei dem belgischen Radsportteam Collstrop. 2000 fuhr er für Besson Chaussures und wurde nach 1998 zum zweiten Mal kasachischer Meister im Sprint auf der Bahn. 2001 wechselte er zur französischen Équipe Cofidis.
2004 nahm er zum ersten Mal an der Tour de France teil und schaffte es auf einen dritten Etappenplatz, elf Sekunden hinter dem Sieger Juan Miguel Mercado. Ab 2006 fuhr Fofonow für das französische ProTeam Crédit Agricole. Am 27. Juli 2008 wurde bekannt, dass Fofonow nach der 18. Etappe der Tour de France 2008 positiv auf das Stimulanzmittel Heptaminol getestet worden war. Er wurde daraufhin von seinem Team suspendiert und für drei Monate gesperrt.
2010 wurde er vom Team Astana unter Vertrag genommen, nachdem er 2009 vertragslos war, aber trotzdem gute Ergebnisse erzielte. Nach der Saison 2012 beendete Fofonow seine Karriere als Radrennfahrer. Im Laufe seiner sportlichen Laufbahn errang er insgesamt zwölf nationale Titel auf Bahn und Straße.
Anschließend wurde er Sportlicher Leiter beim Team Astana und löste mit Ablauf der Saison 2015 Giuseppe Martinelli als Teammanager des Teams ab.

## Erfolge
1998
- Kasachischer Meister – Sprint

2000
- Kasachischer Meister – Sprint

2008
- eine Etappe Dauphiné Libéré

2009
- eine Etappe Tour du Loir-et-Cher
- Asienmeister – Straßenrennen

## Grand Tour-Platzierungen
| Grand Tour            | 2001 | 2002 | 2003 | 2004 | 2005 | 2006 | 2007 | 2008 | 2009 | 2010 | 2011 | 2012 |
| --------------------- | ---- | ---- | ---- | ---- | ---- | ---- | ---- | ---- | ---- | ---- | ---- | ---- |
| Giro d’ItaliaGiro     | −    | −    | −    | −    | 89   | −    | −    | −    | −    | −    | −    | −    |
| Tour de FranceTour    | −    | −    | −    | 87   | −    | −    | 26   | 19   | −    | −    | 106  | 63   |
| Vuelta a EspañaVuelta | 57   | −    | −    | −    | −    | 32   | −    | −    | −    | 57   | −    | −    |